# Слонін
Слонін (пол. Słonin, нім. Sandwalde) — село в Польщі, у гміні Чемпінь Косцянського повіту Великопольського воєводства.
Населення — 261 особа (2011).
У 1975-1998 роках село належало до Познанського воєводства.

## Демографія
Демографічна структура станом на 31 березня 2011 року:
|          | Загалом | Допрацездатний вік | Працездатний вік | Постпрацездатний вік |
| -------- | ------- | ------------------ | ---------------- | -------------------- |
| Чоловіки | 131     | 33                 | 88               | 10                   |
| Жінки    | 130     | 21                 | 84               | 25                   |
| Разом    | 261     | 54                 | 172              | 35                   |